# Га, га. Слава героям
«Га, га. Слава героям» (пол. Ga, ga. Chwała bohaterom) — польский фантастический фильм 1986 года с элементами гротеска, абсурдизма и социальной драмы.

## Сюжет
Фильм начинается со сцены, где насмешливые охранники тюрьмы облачают заключенного (Даниэль Ольбрыхский) в скафандр космонавта, которого затем под торжественную музыку вводят в зал. Оратор произносит речь о «навозе истории», который подготовит почву для заселения новых планет. У заключенных есть шанс превратиться в конкистадоров. Затем охранники приводят главного героя в отдельное помещение, где пьют алкоголь из стаканов и проводят инструктаж. Главная миссия героя — поднять флаг. Дальше, через несколько дней за ним прилетит челнок, который заберет его обратно, если тот останется жив.
Герой приземляется на заснеженной равнине, устанавливает флаг, но дальше он видит автомобиль из которого выходит ликующий человек в костюме (Ежи Штур). На польском языке он говорит, что эта планета называется «Австралия 458». В автомобиле на заднем сиденье сидит блондинка Ванс в легкой голубой тунике и теплых гетрах (Катажина Фигура). Водитель говорит, что это «профусетка» для Героя, с которой тот может делать что хочет. Автомобиль едет по пустому ночному городу и останавливается возле кирпичного здания. Водитель просит Героя переодеться, дает ему деньги и ключи от шкафчика 451. Тот переодевается, однако в соседнем шкафчике 450 начинается шевеление. Герой открывает плохо закрытый замок и на него нападает рука. Затем он едет с блондинкой по ночному городу и останавливается возле вывески bar. natural food. Попытка заказать четыре гамбургера оказывается безуспешной. Старый толстый трактирщик в жёлтом переднике с надписью keep smiling предлагает ему хот-доги, в которых сосиска заменена на отрубленные пальцы.
Покинув бар, Герой видит, что вместо блондинки в автомобиле брюнетка в красном платье. Он пытается узнать, куда делась предыдущая девушка. Герой высаживает хабалистую брюнетку и находит гостиницу для ночлега. Оказываются, там уже ждут Героя. Номер оказывается с протухшей едой в холодильнике и протекающим краном. Поутру его вновь беспокоит водитель, который приносит завтрак из яиц всмятку. Он предлагает Герою оружие, чтобы совершить Преступление, купоны на еду и домашние тапочки. «Герою все можно», говорит водитель и приводит на заснеженный стадион с надписью Ordnung muss sein. Вокруг ходят люди, играет оркестр сначала канкан, а потом Вагнера. Герой узнает, что он должен совершить любое преступление, за которое его потом посадят на кол в центре стадиона. В отеле неизвестная женщина просит Героя сесть ко праздничному столу пор случаю дня рождения её слепой дочери, ибо «это большая честь». Муж женщины дарит герою вазелин, чтобы ему было приятнее садится на кол. В номере Герой смотрит телепередачу, где ведущий рассказывает, как сажают на кол героев. В соседнем номере объявляется ещё Другой Герой, который устраивает оргию с девицами легкого поведения.
Водитель привозит Героя к той самой блондинке, однако в номер врываются полицейские и обвиняют его в изнасиловании несовершеннолетней. Полицейский требует, чтобы Герой совершил преступление. Бюрократ в кабинете просит Героя, чтобы тот совершил настоящее Преступление, ибо без него Наказание будет аморально. Герой пишет в бумаге «Га-Га» (дети так говорят). Герой едет в бар и ищет сутенера Ала, на которого работает Ванс. Тот в бильярдной говорит, что «за ничего ничто не бывает» и рассказывает о триаде жизни: Преступление — Награда — Наказание, причем наказание как смерть ожидает всех, а люди лишь отличаются величиной своих амбиций. Герой решает ограбить банк, чтобы получить выкуп за Ванс, но тут появляется Другой Герой в красном пиджаке, который устраивает побоище. Герой убивает Другого Героя и забирает два мешка денег. Один отдает семье слепой девочки, а второй становится выкупом за Ванс. Герой и Ванс садятся в космический корабль и задают бортовому компьютеру курс на планету, где нет людей. Финальные титры повествуют, что пара жила долго и стала родоначальником новой цивилизации.

## Интересные детали
- На космическом корабле и костюме космонавта постоянно присутствует фраза Per aspera ad astra (Через тернии к звездам).

## В ролях
- Даниэль Ольбрыхский — Герой (Скоуп).
- Ежи Штур — водитель.
- Катажина Фигура — Ванс, подруга Героя.
- Мариуш Бенуа — хозяин отеля.
- Марек Вальчевский — офицер.
- Леон Немчик — шоумен на стадионе.
- Влодзимеж Мусял — Другой Герой.
- Хенрик Биста — пастор.
- Ежи Треля — директор тюрьмы.
- Ян Новицкий — сутенер Ал.
- Дорота Сталиньска — проститутка.
- Божена Дыкель — жена хозяина отеля.
- Габриела Ковнацкая — бортовой компьютер.
- Бронислав Вроцлавский — охранник.